# Gus Leonard
Gus Leonard (4 de fevereiro de 1859 – 27 de março de 1939) foi um ator de cinema norte-americano nascido na França. Ele apareceu em quase 190 filmes entre 1916 e 1937.

## Filmografia selecionada
- Lonesome Luke's Wild Women (1917)
- Lonesome Luke, Mechanic (1917)
- Lonesome Luke, Messenger (1917)
- Lonesome Luke on Tin Can Alley (1917)
- Lonesome Luke's Lively Life (1917)
- Commencement Day (1920)
- Go West (1925)
- The Nickel-Hopper (1926)
- Mush and Milk (1933)
- Teacher's Beau (1935)
- The Lucky Corner (1936)